# ウィラード・リビー
ウィラード・フランク・リビー（Willard Frank Libby、1908年12月17日 - 1980年9月8日）はアメリカ合衆国コロラド州グランドバレー出身の化学者。炭素14を用いた放射性炭素年代測定法を開発した功績で知られ、1960年のノーベル化学賞受賞者となった。

## 経歴
カリフォルニア大学バークレー校に入学し、1931年学士号、1933年博士号を取得。卒業後は母校の講師となり、後には助教授を務めた。その間、自然放射能を測定する鋭敏なガイガー＝ミュラー計数管の研究に取り組んだ。1941年、アルファ・カイ・プサイ（アメリカの大学における化学者組合）のバークレー校支部に参加する。同年、グッゲンハイム奨学金を得てプリンストン大学に移る。第二次世界大戦中はコロンビア大学に在籍してマンハッタン計画に参加。ウラン234を濃縮するためのガス拡散法の開発に重要な役割を果たした。
1945年、シカゴ大学教授。1946年に、中性子線が水の中の水素原子と反応して三重水素がごく微量生成することを発見。これを年代測定に用いることが可能であることを示した。
1954年にアメリカ原子力委員会委員。1959年カリフォルニア大学ロサンゼルス校 (UCLA) の化学教授となり、1976年まで続けた。核戦争がおきてもシェルターがあれば90％以上の人が生き残れると説き、枕木と土嚢でロサンゼルスの自宅に作ってみせたが、そのシェルターはまもなく山火事で燃えてしまった。カリフォルニア大学では地球物理学及び天体物理学研究所の所長も兼任していた。1972年に環境工学の授業を大学で初めて行った。

## 受賞歴
- 1955年 - レムセン賞
- 1957年 - エリオット・クレッソン・メダル
- 1958年 - ウィラード・ギブズ賞
- 1960年 - ノーベル化学賞
- 1961年 - アーサー・L・デイ・メダル（アメリカ地質学会）
- 1970年 - アメリカ化学者協会ゴールドメダル